# Кресент-Біч (Флорида)
Кресент-Біч (англ. Crescent Beach) — переписна місцевість (CDP) в США, в окрузі Сент-Джонс штату Флорида. Населення — 844 особи (2020).

## Географія
Кресент-Біч розташований за координатами 29°43′45″ пн. ш. 81°14′29″ зх. д. / 29.72917° пн. ш. 81.24139° зх. д. (29.729159, -81.241476). За даними Бюро перепису населення США в 2010 році переписна місцевість мала площу 3,76 км², з яких 3,71 км² — суходіл та 0,05 км² — водойми.

## Демографія
Згідно з переписом 2010 року, у переписній місцевості мешкала 931 особа в 494 домогосподарствах у складі 283 родин. Густота населення становила 247 осіб/км². Було 1670 помешкань (444/км²).
Расовий склад населення:
| - 97,5 % — білих - 0,9 % — азіатів - 0,4 % — чорних або афроамериканців - 0,1 % — корінних американців |

До двох чи більше рас належало 0,6 %. Частка іспаномовних становила 2,4 % від усіх жителів.
За віковим діапазоном населення розподілялося таким чином: 8,7 % — особи молодші 18 років, 52,5 % — особи у віці 18—64 років, 38,8 % — особи у віці 65 років та старші. Медіана віку мешканця становила 60,8 року. На 100 осіб жіночої статі у переписній місцевості припадало 100,6 чоловіків; на 100 жінок у віці від 18 років та старших — 98,6 чоловіків також старших 18 років.
Середній дохід на одне домашнє господарство становив 77 959 доларів США (медіана — 57 847), а середній дохід на одну сім'ю — 121 931 долар (медіана — 68 102). Медіана доходів становила 61 023 долари для чоловіків та 50 000 доларів для жінок. За межею бідності перебувало 11,5 % осіб, у тому числі 0,0 % дітей у віці до 18 років та 15,0 % осіб у віці 65 років та старших.
Цивільне працевлаштоване населення становило 376 осіб. Основні галузі зайнятості: освіта, охорона здоров'я та соціальна допомога — 42,8 %, фінанси, страхування та нерухомість — 12,0 %, мистецтво, розваги та відпочинок — 11,4 %.